# Siergiej Andriejew (ur. 1956)
Siergiej Wasiljewicz Andriejew (ros. Сергей Васильевич Андреев, ur. 16 maja 1956 w Woroszyłowgradzie, Ukraińska SRR) – rosyjski piłkarz pochodzenia ukraińskiego, występujący jako napastnik, Reprezentant Związku Radzieckiego, trener piłkarski.

## Kariera piłkarska
Występował jako napastnik. Jako szesnastolatek trafił do zespołu Zorii Woroszyłowgrad. Szybko przebił się do pierwszego składu drużyny. Kilka lat później przeniósł się do drużyny SKA Rostów nad Donem, w którym odnosił swe największe sukcesy sportowe. Jako zawodnik SKA zaliczył wszystkie gry w radzieckiej kadrze. W reprezentacji występował od 31 października 1979 do 26 lipca 1983. Rozegrał w niej 26 meczów, strzelił 8 bramek. Uczestniczył w mistrzostwach świata w Hiszpanii w 1982. W 1980 wywalczył brązowy medal na Igrzyskach Olimpijskich w Moskwie, a także, z 5 bramkami, został królem strzelców turnieju. W 1981 zdobył Puchar ZSRR z drużyną SKA Rostów. W późniejszych latach był zawodnikiem Rostsielmaszu Rostów nad Donem oraz szwedzkich Östers IF i Mjällby AIF. Karierę piłkarską zakończył w 1995 jako zawodnik Rostsielmaszu.

## Kariera trenerska
Bez większych sukcesów prowadził drużyny z ligi rosyjskiej. Najdłużej - przez sześć sezonów - pracował z występującym w ekstraklasie zespołem Rostsielmaszu Rostów (obecnie FK Rostów). W kolejnych latach znajdował zatrudnienie z drużynach z niższych klas rozgrywkowych. Od początku sezonu do sierpnia 2006 opiekował się drużyną SKA Rostów nad Donem. Od lutego 2007 do lipca 2007 był szkoleniowcem Niki Krasnyj Sulin. W maju objął funkcję trenera w pierwszoligowym kazachstańskim FK Atyrau. Potem trenował amatorski zespół DonEniergo. Latem 2014 stał na czele Wardaru Skopje.